# ハイスクール・ウルフ
ハイスクール・ウルフ（米:Big Wolf on Campus、仏:Le Loup-garou du campus）はカナダにて1999年から2002年に放映されたTVドラマ。日本ではNHK海外ドラマ枠で2002年に放送、2005年に再放送された。

## 概説
キャンプ中、一匹のオオカミに噛まれてしまった高校生のトミーは、その出来事が原因でオオカミ男になってしまう。それまで平和だった町に怪物が次々とあらわれるようになり、怪奇ファンタジー同好会会長のマートンと力を合わせて事件を解決してゆくコメディータッチのドラマ。

## 敵について
このドラマに於ける魅力は主人公であるトミーとその相方マートン、そして第二シーズン以降加入するローリーの二人（三人）が織りなす漫才チックな掛け合いと英語圏ならではのシュールなギャグであるが、もう一つの魅力として、殆どのエピソードに登場する奇々怪々かつ奇妙奇天烈で個性的な敵の存在が挙げられる。
敵は主に人外・妖怪・怪物の類であり、主に西洋の神話・伝説に伝わる怪物（吸血鬼・悪霊・獣人）が主だが、時に異能（人間をテレビ番組の世界に転移させる、人間を老化させ若さを吸い取る、自我の入れ替わりを行う等）やオーバーテクノロジー（黒魔術等が主だが、人造人間を創造する者や科学技術を駆使する者も存在）を駆使する人間、更には人格に問題を来した一般人と敵対する事もある。
また、怪物が登場するからといって必ずそれと敵対する訳ではなく、事件の被害者や善玉として戦線を共にした怪物も少なからず存在する。
また敵に限ったことではないが、毎回マートンが事件とある映画の類似性について言及するくだりも作品の名物の一つとなっており、以下のやりとりがお約束となっている。
マートン「この一件はXX年公開の映画『YY』に似てる（XとYにはそれぞれ年代や監督、映画のタイトルが入る）」
トミー「それで、どんな映画なんだ？」
マートン「○○は良かったけど××は全然駄目で…（等と言うように役者や監督について等、ストーリーではなく一般人には解らないようなマニアック過ぎる感想を語り出す）」
トミー「そうじゃない！映画のストーリーだ！」

## 登場人物

### 主人公
トーマス "トミー" ・P・ドーキンス（Thomas "Tommy" P. Dawkins）／ブランドン・クイン（Brandon Quinn）（声：坂詰貴之）
本作の主人公。プレザントビル高校の4年生。アメフト部のキャプテンで学校の人気者だが、狼に噛まれて以降、興奮すると狼男に変身してしまう体になる。第一シーズンではステイシーに想いを寄せていたが、第二シーズンからはローリーに乗り換えている。
マートン・J・ディングル（Merton J. Dingle）／ダニー・スミス（Danny Smith）（声：藤原堅一）
怪奇ファンタジー同好会会長（当初の会員は彼だけ）で、ティムとトラビスにいじめられている。トミーとはクラスメートで親友。但し、当人曰く幼稚園の時からロッカーが隣同士にも拘わらずトミーには顔も名前も憶えられていなかった。トミーから狼男への変身を相談されて以降は相棒となる。奇行の多いゴスオタクだが古今東西の怪奇に詳しい。彼も一時的に狼男化した事がある。
ステイシー・ハンソン（Stacey Hanson）／レイチェル・レフィブレ（Rachelle Lefèvre）（声：石井麗子）
第一シーズンのヒロイン。学校一の美人でトミーの想い人。チアリーダー部のキャプテン。トミーとは両想いではあったが、デートの度に彼の狼男化やトラブルで台無しになるのがお約束であった。その挙句、一時期他の人と結ばれたと思われたがトミーと寄りを戻した。しかしそれも束の間で、先に大学に進学して以降は連絡が無くなり、ローリーの登場でトミーにも想いを振り切られる。最後までトミーが狼男だと知る事は無かったが、時を戻す時計の回ではそれを知っても彼を嫌ったりはしなかった。しかし時が戻った事で全て無かった事になってしまう。
ローリー・バクスター（Lori Baxter）／エイミー・キャッスル（Aimée Castle）（声：片岡身江）
第二シーズン以降のヒロイン。トミー達と怪事件を解決していく事になる。キックボクシングを嗜んでおり、腕っ節が強い。ステイシーと違ってトミーが狼男である事を早々に知り、共に怪異に巻き込まれていく。彼女も一時的に狼男（女）化した事がある。

### その他
レベッカ "ベッキー" ・マリア・コンチタ・ディングル（Rebecca "Becky" Maria Conchita Dingle）／ナタリー・ヴァンシエ（Natalie Vansier）
マートンの妹。彼を常に見下す。
ディーン・ドーキンス（Dean Dawkins）／ジャック・モスハンマー（Jack Mosshammer）
トミーの兄。NEET。日夜テレビを見ている食いだめするが好き。
ボブ・ドーキンス（Bob Dawkins）／アラン・フォーセット（Alan Fawcett）
トミーとディーンの父親。プレザントビルの市長だが妻には頭が上がらない。
サリー・ドーキンス（Sally Dawkins）／ジエーン・ウィーラー（Jane Wheeler）
トミーとディーンの母親。プレザントビルの記者。
ティムとトラヴィス "ＴＮＴ〈兄弟〉" ・エッカート（Tim and Travis "TNT" Eckert）／ロブ・デ・レーブとドメニク・ディ・ローザ（Rob de LeeuwとDomenic di Rosa）
高校生の兄弟組。二人で少年犯罪者、そして弱いか背が低い学生へ苛めっ子で、狼男のサブ敵役に成る。「TNT」を自称する（日本語版では「T&T」）。
ヒューゴ・ボストウィック（Hugo Bostwick）／リシャール・ジュトラー（Richard Jutras）
学校警備員。

## 主題歌
- 「Just a Phase」（第二シーズンから編曲した。器楽版ではEDでも使用された。）
  - 作詞・作曲・歌：ダニー・スミス（Danny Smith）、編曲：ロベール・マルセル・ルパージュ（Robert Marcel Lepage）

## エピソードタイトル
カナダと日本で放映の順番が一部異なっている。以下はカナダ放映順。

### 人気調査
初放映時に、ファンの主題人気調査がシリーズの公式サイトにてあった。2002年5月4日（「さよなら、ハイスクール・ウルフ」スペシャルの初放映日）に、主俳優ブランドン・クイン、ダニー・スミスとエイミー・キャッスルが記録した。
| 選 五指 |                                                     | | |                                                        |
| 選 五指 | 好きな擬斗 話原題・話邦題                           | 好きな男敵役 話原題・話邦題・登場人姓                                                                                                 | 好きな女敵役 話原題・話邦題・登場人姓                                                                                            | 好きな話 話原題・話邦題                                |
| ------- | --------------------------------------------------- | --- | --- | ------------------------------------------------------ |
| 1位     | 「架空の友達」 Imaginary Fiend                      | 「架空の友達」ヴィンス Vince (Imaginary Fiend)                                                                                        | 「魂を抜く男」マフィー Muffy (Muffy the Werewolf Slayer) ※『Buffy the Vampire Slayer』テレビドラマとタイトル・ロールのパロディ。 | 「架空の友達」 Imaginary Fiend                         |
| 2位     | 「洗脳（後編）」 The Manchurian Werewolf [2/2]      | 「なつかしの50年代」・「帰ってきたブッチ」ブッチ※・ジェンキンス Butch (Jenkins) (Butch Comes To Shove & Butch Is Back)                | 「マートンを救え（前編）」メドゥーサ／メリッサ・ゴルゴーノポリス Medusa／Melissa Gorgonopolis (She Will, She Will Rock You)      | 「マートンを救え（前編）」 She Will, She Will Rock You |
| 3位     | 「ぼくの彼女は吸血鬼」 Everybody Fang Chung Tonight | 「強敵」・「帰ってきた死神」死神 Death (Don't Fear The Reaper & The Kiss Of Death) ※『Det sjunde inseglet』映画と登場人物のパロディ。 | 「キャット・ウーマン」キャロル※・レフィブレ Carole (Lefevre) (Cat Woman)                                                         | 「時を戻す時計」 Time And Again                        |
| 4位     | 「教授のたくらみ」 Flugelhoff!                      | 「吸血鬼コリー」コリー・ハイム Corey Haim (Blame It On The Haim) ※彼自身の役。                                                        | 「ぼくの彼女は吸血鬼」カサンドラ Cassandra (Everybody Fang Chung Tonight)                                                        | 「ぼくの彼女は吸血鬼」 Everybody Fang Chung Tonight    |
| 5位     | 「ふたりは一人」 Big Bad Wolf                       | 「マートンの修行」看護士のサン・ジャック Male Nurse St. Jacques (Voodoo Child)                                                        | 「恋する少女」テリー※・バグウェル Terri (Bagwell) (Scary Terri) ※『Carrie』映画とタイトル・ロールのパロディ。                    | 「洗脳（前編）」 The Manchurian Werewolf [1/2]         |